# Curzio Massart
Curzio Massart (Suvereto, 23 gennaio 1907 – Pisa, 3 luglio 1985) è stato un anatomista italiano.

## Biografia
Nacque da Alfredo, di antiche origini belghe valloni, e da Antonietta Vanni Desideri. Dopo la laurea in medicina all'Università di Pisa nel 1930, rimase all'istituto di Anatomia umana normale diretto da Giovanni Vitali. Ottenuta la libera docenza nel 1942 e vincitore della cattedra a Sassari nel 1948, fu nominato nello stesso anno direttore dell'istituto di anatomia a Pisa. Sotto la sua guida, oltre al miglioramento dell'efficienza della didattica e delle risorse scientifiche, vennero tenuti presenti anche gli aspetti storici e artistici. Vennero restaurate, per esempio, le tavole anatomiche di Paolo Mascagni. Massart fu infatti anche un eccellente pittore autore, oltre che di tavole anatomiche, di paesaggi. Gli furono conferiti i premi Faro d'oro, al concorso nazionale di pittura Città di Desenzano del Garda del 1969, e il premio Bonanno Pisano nel 1982.
Massart svolse anche una imponente attività di ricerca che interessò anche l'organogenesi e l'anatomia comparata. I suoi studi più numerosi e importanti furono dedicati alla morfologia e allo sviluppo di alcuni organi dei Chirotteri. Tra gli altri numerosi lavori meritano di essere ricordate le ricerche sulla mucosa del bacinetto renale e dell'uretere di varie specie animali il (cavallo, il ratto albino ma non l'uomo).